# Chenorhamphus grayi
A Chenorhamphus grayi a madarak osztályának verébalakúak (Passeriformes) rendjébe és a tündérmadárfélék (Maluridae) családjába tartozó faj.

## Rendszerezés
Besorolása vitatott, egyes rendszerezők a Malurus nembe sorolják Malurus grayi néven.

## Előfordulása
Indonézia és Pápua Új-Guinea területén honos. A természetes élőhelye szubtrópusi és trópusi síkvidéki esőerdők.

## Alfajai
- Chenorhamphus grayi grayi (Wallace, 1862)
- Chenorhamphus grayi campbelli Schodde & Weatherly, 1982

## Megjelenése
Átlagos testtömege 13-14 gramm.

## Külső hivatkozás
- Képek az interneten a fajról
- Internet Bird Collection